# Cine Club Buenos Aires
El Cine Club Buenos Aires fue un cineclub que funcionó en Buenos Aires en el marco de la Asociación Amigos del Arte entre 1929 y 1931. El principal impulsor del proyecto fue León Klimovsky (1906-1996), quien anteriormente  había organizado algunas proyecciones en la biblioteca Anatole France, que fue acompañado en la iniciativa por importantes intelectuales de la época.

## Participantes
Entre los escritores, artistas e intelectuales que participaron en el proyecto se encontraban Jorge Luis Borges, Marino Casano, Horacio Cóppola, Guillermo de Torre, Héctor Eandi, Leopoldo Hurtado, Néstor Ibarra, Ulyses Petit de Murat, José Luis Romero, Jorge Romero Brest y César Tiempo.

## Antecedentes
Los iniciadores se inspiraron especialmente en el Ciné-Club de France que en 1920 había fundado  el crítico y cineasta Louis Delluc y también en la Film Society de Londres, que contó entre sus participantes personalidades iluestres como H. G. Wells, George Bernard Shaw y John Maynard Keynes pero sin atarse a ninguno de estos modelos. Dijo al respecto el crítico Fernando Martín Peña:

”Tomaron como influencia a Delluc, a los británicos de la revista Close Up y su cineclub, a los holandeses. Estaban informados de que existían pero partieron de ellos para hacer algo nuevo, una síntesis de esas experiencias, con un criterio curatorial autónomo…estos tipos eran de una época en la que Buenos Aires tenía ideas propias. Las influencias se conocían, se asumían, pero se asimilaban de otra forma, y así como se tomaban las propuestas de Delluc en relación con el cine luego llamado impresionista…también se tomaban otras cuestiones, como la del cine industrial norteamericano…Todas las influencias extranjeras en ese momento siempre derivaban en algo original y propio por la gente que manejaba la cultura acá”.

Un ejemplo de esa independencia cultural e ideológica del Cine Club, es El gabinete del doctor Caligari, al que la crítica local en su estreno había calificado como un “mamarracho cubista”, pese a lo cual ellos lo reivindicaban lo cual es en sí un gesto vanguardista. Otra muestra de esa independencia es la de Una mujer de París, de Charles Chaplin, que por su fracaso el mismo Chaplin la retiró de circulación a los dos o tres años de haberla estrenado, pero ellos seguían hablando de su importancia, actitud que no había adoptado  ninguna revista extranjera. Cuando en 1929 murió  Paul Leni el Club hizo  un programa con fragmentos de sus películas hechas en Alemania y en Estados Unidos para dar una idea de un director que en ese momento no era muy conocido. Y aunque en Francia fracasó La pasión de Juana de Arco de Carl Theodor Dreyer, ellos la califican de obra maestra. 
El contexto en el cual se movieron estos cineclubistas era, sin duda, estimulante. Películas del cine soviético que no se podían ver en Gran Bretaña ni en España se daban en el país, incluso comercialmente. Esa cartelera de la década de 1920 era tremendamente cosmopolita, con una enorme cantidad de cine norteamericano y también muchísimo cine europeo y así estaban las películas con Greta Garbo, el Napoleón de Abel Gance, la Tempestad sobre Asia, de Pudovkin e incluso se estrenó en cines comerciales un filme como Berlín, sinfonía de una ciudad, de Walter Ruttmann, del que hoy uno lo piensa solo en términos experimentales.
La primera temporada oficial comenzó el  21 de agosto de 1929 y se prolongó durante quince sesiones. Entre los filmes exhibidos estuvieron El gabinete del doctor Caligari, El acorazado Potemkin, Octubre, El fin de San Petersburgo de Vsévolod Pudovkin, Iván el Terrible, La pasión de Juana de Arco, La estrella de mar de Man Ray y Entreacto, acompañados de conferencias acerca de cine alemán, francés, soviético, y una exposición de Klimovsky acerca de la evolución técnica del cine.
En sus tres años de actividad hubo ciento catorce exhibiciones entre los que se cuenta un cortometraje del propio Klimovsky Experiencia de Montaje y conferencias.
Inmerso en una ciudad cinéfila, pero con una escasa asistencia de público y dificultades para solventarse, el Cine-Club de Buenos Aires se extinguió en octubre de 1931, aunque otras entidades aparecerían más adelante con propósitos similares: Cine Arte de Klimovsky y Elías Lapzeson, el Club Gente de Cine de Rolando Fustiñana “Roland”, la Cinemateca Argentina y el Cine Club Núcleo.